# Жапура
Жапура или Какета (порт. Rio Japurá, шп. Río Caquetá) је река у Колумбији и Бразилу, лева притока Амазона. Дуга је 2615 km, док јој слив има повшину од око 250.000 km². Извире у планинама централних Кордиљера Колумбије. У горњем току је веома дивља, док је у амазонској низији веома широка и мирна са много рукаваца. Од марта до јула река плави своје обале и образује језера. Жапура је пловна за мање бродове у делу тока кроз Бразил, и на појединим деловима тока кроз Колумбију.